# Le Mans 24-timmars 2006
Le Mans 24-timmars 2006 vanns av Audi Sport Team Joest.

## Slutställning
| Plats | Förare                                         | Märke        | Varv |
| ----- | ---------------------------------------------- | ------------ | ---- |
| 1     | Frank Biela Marco Werner Emanuele Pirro        | Audi         | 380  |
| 2     | Sébastien Loeb Éric Hélary Franck Montagny     | Pescarolo    | 376  |
| 3     | Rinaldo Capello Allan McNish Tom Kristensen    | Audi         | 367  |
| 4     | Oliver Gavin Olivier Beretta Jan Magnussen     | Chevrolet    | 355  |
| 5     | Emmanuel Collard Érik Comas Nicolas Minassian  | Pescarolo    | 352  |
| 6     | Darren Turner Tomáš Enge Andrea Piccini        | Aston Martin | 350  |
| 7     | Luc Alphand Patrice Goueslard Jérôme Policard  | Chevrolet    | 346  |
| 8     | Andy Wallace Tommy Erdos Mike Newton           | MG Lola      | 343  |
| 9     | David Brabham Antonio García Nelson Piquet Jr. | Aston Martin | 343  |
| 10    | Pedro Lamy Stéphane Sarrazin Stéphane Ortelli  | Aston Martin | 342  |

## Klassvinnare
| Klass | Vinnare                                          | Märke     |
| ----- | ------------------------------------------------ | --------- |
| LMP1  | Frank Biela Marco Werner Emanuele Pirro          | Audi      |
| LMP2  | Andy Wallace Tommy Erdos Mike Newton             | MG Lola   |
| GT1   | Oliver Gavin Olivier Beretta Jan Magnussen       | Chevrolet |
| GT2   | Lawrence Tomlinson Tom Kimber-Smith Richard Dean | Panoz     |